# Wanda Hermanówna
Wanda Hermanówna (ur. 25 grudnia 1895 w Podgórzu, zm. 23 września 1920 w Sokółce) – sanitariuszka Legionów Polskich, podoficer Wojska Polskiego, działaczka niepodległościowa, dama Orderu Virtuti Militari.

## Życiorys
Urodziła się 25 grudnia 1895 w Podgórzu (obecnie dzielnica Krakowa), w rodzinie Kazimierza i Kazimiery z Kuligów. Absolwentka Szkoły Handlowej we Lwowie. Działała w organizacjach kobiecych we Lwowie i Zakopanem. Od sierpnia 1914 była sanitariuszką w Legionach Polskich.
W listopadzie 1918 walczyła w obronie Lwowa broniąc V odcinka – Szkoły Sienkiewicza. Następnie przyjęta została do odrodzonego Wojska Polskiego na stanowisko sanitariuszki kompanijnej w 4 pułku piechoty Legionów. W szeregach 4 pułku strzelców podhalańskich brała udział w bitwach pod Mołodecznem i Borysowem. 21 września 1920 została ciężko ranna pod wsią Zaśpicze. Dwa dni później zmarła w szpitalu polowym nr 504 w Sokółce. Za pełną poświęcenia postawę odznaczona została pośmiertnie Krzyżem Srebrnym Orderu Virtuti Militari. W lutym 1928 jej prochy przeniesiono na Cmentarz Zasłużonych na Pęksowym Brzyzku w Zakopanem.

## Ordery i odznaczenia
- Krzyż Srebrny Orderu Virtuti Militari nr 1271 – pośmiertnie 11 maja 1921[4][2][5][1]
- Krzyż Niepodległości – pośmiertnie 4 listopada 1933 „za pracę w dziele odzyskania niepodległości”[6]
- Krzyż Walecznych – pośmiertnie 1921
- Krzyż Obrony Lwowa[7]
- Odznaka pamiątkowa „Orlęta”[7]
- Odznaka pamiątkowa V Odcinka „Obrony Lwowa” (Szkoła Sienkiewicza)[7]